# Macerazione
La macerazione è un'operazione di solubilizzazione consistente nel trattare con acqua o con altri solventi a temperatura ambiente alcune sostanze per estrarne determinati componenti. Il tempo di macerazione varia in base al principio attivo che occorre estrarre.
Il prodotto della macerazione è detto macerato.
Si parla di digestione e infusione se tale operazione avviene a temperatura più elevata.

## Applicazioni

### Industria cartaria
In particolare vengono sottoposte a questo processo le piante produttrici di fibre tessili (ad esempio canapa, lino o iuta) o di fibre cartarie (il legno o la carta da macero utilizzati per formare la pasta di cellulosa, materia prima per la carta), immergendole in grosse vasche piene d'acqua con lo scopo di separare la corteccia dal fusto e/o di liberare le fibre dalle sostanze che le tengono insieme.

### Enologia
In enologia la macerazione è una fase della vinificazione che consiste nel tenere la vinaccia a contatto con il mosto nella fase di fermentazione, in modo da favorire l'estrazione delle sostanze coloranti contenute nella buccia dell'uva. Viene effettuata soprattutto per la realizzazione di vini rossi da varietà di uve a bacca rossa; per le varietà bianche, viene adottata una speciale procedura a freddo chiamata criomacerazione, che permette di ottenere vini con minor carico polifenolico e maggior complessità aromatica (tecnica poco diffusa). Essa apporta essenzialmente composti fenolici (antociani e tannini), sostanze aromatiche, azotate, polisaccaridi.

### Tecnica farmaceutica
In cosmetica e farmaceutica si utilizzano le foglie e i fiori che vengono fatti macerare per estrarne i componenti desiderati.
Consiste nel lasciare a contatto per un tempo più o meno lungo la droga con un solvente adatto. Questa tecnica si utilizza, in via preferenziale rispetto alla spremitura, quando non si ha a disposizione un percolatore, ma anche quando i principi attivi da estrarre sono
- molto solubili
- alterabili dal calore
- molto volatili.

La macerazione può essere ottimizzata compiendo delle valutazioni preliminari sulla natura della droga e sul principio attivo da estrarre. La natura della droga influenza notevolmente l'estrazione. Se infatti dobbiamo estrarre dei tessuti particolarmente coriacei, come radici o corteccia, possiamo provare a lavorare a temperature maggiori della temperatura ambiente, (max 35 °C, altrimenti abbiamo la digestione) in modo tale da aumentare l'energia cinetica del sistema, e quindi dei fluidi. La macinazione della droga è un'ottima tecnica di preparazione all'estrazione, in quanto aumenta l'area superficiale di dissoluzione.
La scelta del solvente adatto richiede particolare attenzione. Il solvente deve essere affine ai principi attivi che vogliamo estrarre. Inoltre è possibile utilizzare solventi alcalini o basici per estrarre quelle sostanze che salificano in quel determinato ambiente.